# Contarinia thermopsidis
Contarinia thermopsidis är en tvåvingeart som beskrevs av Fedotova 1993. Contarinia thermopsidis ingår i släktet Contarinia och familjen gallmyggor.
Artens utbredningsområde är Kazakstan. Inga underarter finns listade i Catalogue of Life.